# Bundesstaat (föderaler Staat)

Weltweit gibt es 24 föderative Staaten, darunter Deutschland, Österreich und die Schweiz. Auf der Karte nicht oder kaum sichtbar eingezeichnet: Komoren und Mikronesien. Außerdem eingezeichnet: Sudan, Südsudan und der Grenzfall Russland.

Als Bundesstaat wird ein Staat bezeichnet, der aus mehreren Teil- oder Gliedstaaten zusammengesetzt ist. Rechtlich besteht ein solcher Bundesstaat aus mehreren Staatsrechtssubjekten, das heißt politischen Ordnungen mit Staatsqualität, und vereint deshalb in der Regel verschiedene politische Ebenen in sich: eine Bundesebene und mindestens eine Ebene der Gliedstaaten. Damit unterscheidet sich der föderal organisierte Staat sowohl von einem locker gefügten Staatenbund als auch von einem zentralistischen Einheitsstaat.
Ein Bundesstaat ist demnach eine staatsrechtliche Verbindung von (nichtsouveränen oder zu teilsouveränen Gebilden degradierten) Staaten zu einem (souveränen) Gesamtstaat. Die Beziehungen zwischen diesem Bund und den Gliedstaaten und zwischen Letzteren untereinander sind staatsrechtlicher (nicht völkerrechtlicher) Art.
Im deutschen Verfassungsrecht ist der Begriff des Bundesstaates ein normativer Begriff und nicht vorgegeben (also nicht über der Rechtsordnung stehend).

## Organisation
Ein Staat oder Land kann zentralistisch oder föderativ (bundesstaatlich) organisiert sein. In diesem Sinne ist er entweder ein Einheitsstaat oder ein Bundesstaat (weitere Differenzierungen wie unitarischer Bundesstaat oder föderaler bzw. kooperativer Bundesstaat sind möglich, vgl. kooperativer Föderalismus). Ein traditionelles Beispiel für einen Einheitsstaat ist Frankreich. Dort verfügt allein die oberste, die nationale Ebene im Staatsaufbau über Souveränität und Staatlichkeit.

Österreichs Bundesländer

Schweizer Kantone

Im Gegensatz dazu besitzen föderale Systeme wie das der Vereinigten Staaten von Amerika oder der Bundesrepublik Deutschland neben einem souveränen Gesamtstaat – mit republikanischer Staatsform wird dieser häufig als Bundesrepublik, ansonsten als föderale Republik bezeichnet – auch untergeordnete Einheiten mit staatlicher Qualität (Gliedstaaten/Bundesländer). Diese Gliedstaaten sind auf dem Gebiet ihrer staatlichen Zuständigkeit Teilstaaten. Sie haben das Recht, vieles selbstständig und ohne Einmischung der Bundesebene zu regeln, wobei dort angesiedelte Staatsorgane (vor allem oberste Bundesorgane wie das Bundesparlament oder oberste Bundesgerichte) ihnen – im hierarchischen Sinn – übergeordnet sind. Das Schulwesen in den USA und in Deutschland wird beispielsweise in den Gliedstaaten organisiert, während die nationale Ebene etwa die Verteidigung und Außenpolitik bestimmt.
In einem föderativen Staat besteht das Parlament typischerweise aus zwei Kammern. Die eine dient der direkten Volksvertretung und repräsentiert das Volk als Ganzes. Die andere vertritt grundsätzlich die Interessen der Gliedstaaten (Länderkammer).

## Abgrenzung und Entwicklung
Ein föderativer Staat oder Föderation (staatsrechtliche Staatenverbindung) ist nicht nur vom Einheitsstaat abzugrenzen, sondern ebenso vom Staatenbund (völkerrechtliche Staatenverbindung, ggf. Konföderation). Die Frage nach dem Sitz der Souveränität zur Abgrenzung staatlicher Organisationsverbände heißt: Bundesstaat oder Staatenbund? Dabei ist ein Staatenbund eine lose Verbindung von Einzelstaaten, die ihre Souveränität behalten, sodass die föderale Struktur ohne Preisgabe wesentlicher staatlicher Kompetenzen besteht. Der Staatenbund als solcher kann somit nur Entscheidungen treffen, wenn die Einzelstaaten diese gutheißen. Dementgegen sind die Gliedstaaten gegenüber dem Bundesstaat zur Bündnistreue verpflichtet.
Gegenüber einer Föderation fehlt den Landesteilen beispielsweise im Vereinigten Königreich, einem Unionsstaat, wo an der Parlamentssouveränität festgehalten wird, die verfassungsrechtliche Sicherung der Autonomie. Man spricht hier von Devolution.

### Deutschland
In der deutschen Geschichte gilt der Deutsche Bund (1815–1866) als wichtigstes Beispiel für einen Staatenbund, der Norddeutsche Bund von 1867 bis 1871 hingegen war der erste deutsche Bundesstaat. Das Grundgesetz für die Bundesrepublik Deutschland spricht in Artikel 20 erstmals ausdrücklich von einem „Bundesstaat“ zur Verankerung des föderativen Prinzips, also des Bundesstaatsprinzips.
Der Norddeutsche Bund entstand aus einem Verteidigungsbündnis Preußens mit weiteren Staaten. Die Regierungen einerseits und ein vom Volk gewähltes Gremium andererseits vereinbarten gemeinsam eine Verfassung für einen Bundesstaat. Diese Bundesverfassung trat am 1. Juli 1867 in Kraft. Diesem norddeutschen Bundesstaat traten zum 1. Januar 1871 die süddeutschen Staaten bei. Der gemeinsame Staat wurde in Deutsches Reich umbenannt (im Rückblick „Kaiserreich“ genannt).
Danach wurde der Bundesstaat zweimal erneuert: Nach dem Ersten Weltkrieg gab eine Nationalversammlung dem deutschen Staat die Weimarer Verfassung vom 11. August 1919. An ihrer Entstehung waren die Gliedstaaten nicht direkt beteiligt. Nach dem Zweiten Weltkrieg hingegen wählten die westzonalen Landtage den Parlamentarischen Rat. Die Länder der Ostzone bzw. der DDR traten der Bundesrepublik am 3. Oktober 1990 bei.
Die am 23. Mai 1949 in den drei westlichen Besatzungszonen gegründete Bundesrepublik bestand zunächst aus zwölf Ländern (siehe auch Berlin-Frage). Durch den Zusammenschluss der Länder Württemberg-Baden, Baden und Württemberg-Hohenzollern änderte sich die Zahl im Jahr 1952 auf zehn. 1957 kam durch Beitritt des Saarlandes ein elftes Bundesland hinzu. Aufgrund der durch Art. 4 Einigungsvertrag vorgenommenen „beitrittsbedingten“ Änderungen des Grundgesetzes am 3. Oktober 1990 bilden insgesamt 16 Bundesländer den gemeinsamen deutschen Staat.
Das Grundgesetz legt fest, welche Staatsaufgaben durch den Bundesstaat, welche durch die Länder und welche von beiden gemeinsam erledigt werden. Für die Zusammenarbeit mit der Bundesebene gibt es ein eigenes Bundesorgan, den Bundesrat. Dieser entscheidet über Bundesgesetze, die der Zustimmung durch die Länder bedürfen. Der Bundesrat arbeitet außerdem bei der Verwaltung des Bundes sowie in Angelegenheiten der Europäischen Union mit.

### Österreich
Österreich ist nach der Bundesverfassung von 1920 in der Fassung von 1929, die 1945 wieder in Kraft gesetzt wurde, eine föderale, parlamentarisch-demokratische Republik, bestehend aus neun Ländern.
Der Bundesrat als Vertretung der Länderinteressen hat nur in Fällen, in denen in die Rechte der Bundesländer eingegriffen wird, ein absolutes Vetorecht.

### Schweiz
Die Schweiz ist seit 1848 ein Bundesstaat. Die Kantone sind souverän, soweit ihre Souveränität nicht durch die Bundesverfassung beschränkt ist; sie üben alle Rechte aus, die nicht dem Bund übertragen sind.

## Listen

### Aktuell
| Staat                              | Staatsform                                  | Gliedstaaten                                  | Bundesunmittelbare Gebiete                                                                                  | Anmerkungen |
| ---------------------------------- | ------------------------------------------- | --------------------------------------------- | --- | --- |
| Argentinien                        | präsidiale Bundesrepublik                   | 23 Provinzen                                  | Autonome Stadt Buenos Aires (Hauptstadtdistrikt)                                                            | Verfassung von 1853 in der Fassung von 1994                                                                             |
| Australien                         | föderale parlamentarische Monarchie         | 6 Bundesstaaten                               | 3 Territorien, 7 Außengebiete                                                                               | Verfassung von 1901 |
| Äthiopien                          | parlamentarische Bundesrepublik             | 9 Bundesstaaten, 2 eigenständige Städte       | | Verfassung von 1995 |
| Belgien                            | föderale parlamentarische Monarchie         | 3 Regionen, 3 Gemeinschaften (überschneidend) | | Verfassung von 1994 |
| Bosnien und Herzegowina            | parlamentarische Bundesrepublik             | 2 Entitäten                                   | Brčko-Distrikt (ein Kondominium der beiden Entitäten)                                                       | Abkommen von Dayton von 1995                                                                                            |
| Föderation Bosnien und Herzegowina | Entität von Bosnien und Herzegowina         | 10 Kantone                                    | | Bosniakisch-kroatische Entität innerhalb von Bosnien-Herzegowina (selbst kein souveräner Staat, sondern nur Gliedstaat) |
| Brasilien                          | präsidiale Bundesrepublik                   | 26 Bundesstaaten                              | Bundesdistrikt mit Brasília                                                                                 | Verfassung von 1988 |
| Deutschland                        | parlamentarische Bundesrepublik             | 16 Länder                                     | | Grundgesetz von 1949 (gesamtdeutsche Verfassung seit Änderung 1990)                                                     |
| Indien                             | parlamentarische Bundesrepublik             | 28 Bundesstaaten                              | 8 Unionsterritorien (einschl. Nationales Hauptstadtterritorium Delhi – National Capital Territory of Delhi) | Verfassung von 1950 |
| Irak                               | Bundesrepublik                              | 18 Gouvernements                              | | Verfassung von 2005 |
| Kanada                             | föderale parlamentarische Monarchie         | 10 Provinzen                                  | 3 Territorien                                                                                               | Verfassung von 1867/1982                                                                                                |
| Komoren                            | islamische Bundesrepublik                   | 3 Inseln                                      | | Verfassung von 2001 |
| Malaysia                           | föderale parlamentarische Wahlmonarchie     | 13 Bundesstaaten                              | 3 Territorien                                                                                               | Verfassung von 1957 |
| Mexiko                             | präsidiale Bundesrepublik                   | 31 Bundesstaaten                              | Bundesdistrikt Mexiko-Stadt                                                                                 | Verfassung von 1917 |
| Föderierte Staaten von Mikronesien | Bundesrepublik                              | 4 Teilstaaten                                 | | Verfassung von 1979 |
| Nepal                              | parlamentarische Bundesrepublik             | 7 Provinzen                                   | | Verfassung von 2015 |
| Nigeria                            | Bundesrepublik                              | 36 Bundesstaaten                              | Bundeshauptstadtterritorium mit Abuja                                                                       | Verfassung von 1979 |
| Österreich                         | parlamentarische Bundesrepublik             | 9 Länder                                      | | Verfassung von 1920 in der Fassung von 1929                                                                             |
| Pakistan                           | islamische, parlamentarische Bundesrepublik | 4 Provinzen, 1 teilautonomes Gebiet           | Hauptstadtterritorium Islamabad und Sonderterritorium Gilgit-Baltistan                                      | Verfassung von 1973 |
| Schweiz                            | Bundesrepublik                              | 26 Kantone                                    | | Verfassung von 1848 (Totalrevisionen von 1874 und 1999)                                                                 |
| Somalia                            | Bundesrepublik                              | 6 Bundesstaaten                               | Hauptstadtterritorium Banaadir mit Mogadischu (Banadir Regional Administration)                             | provisorische Verfassung von 2012                                                                                       |
| Venezuela                          | präsidiale Bundesrepublik                   | 23 Bundesstaaten                              | Hauptstadtdistrikt aus Teilen Caracas, Bundesterritorien (küstenferne Inseln)                               | Verfassung von 1999 |
| Vereinigte Arabische Emirate       | föderale Erbmonarchie                       | 7 Emirate                                     | | Verfassung von 1971 |
| Vereinigte Staaten                 | präsidiale Bundesrepublik                   | 50 Bundesstaaten                              | Hauptstadtdistrikt Washington, D.C., 14 Außengebiete                                                        | Verfassung von 1787 |

### Grenzfälle
Die folgenden Staaten weisen zwar eine föderalistische Struktur auf, die Befugnisse der Gliedstaaten sind aber so gering ausgestaltet, dass sie weder eindeutig als Bundesstaaten noch als Einheitsstaaten eingestuft werden können.
| Staat     | Gliedeinheiten | Anmerkungen |
| --------- | --- | --- |
| Russland  | Insgesamt 85 Föderationssubjekte (22 Teilrepubliken, 9 Regionen, 46 Oblaste, 3 „Städte [von] föderaler Bedeutung“, 1 autonome Oblast, 4 autonome Kreise) | Verfassung von 1993 in der Fassung von 2014. Die Gebietseinheiten (Föderationssubjekte) sind zu neun Föderationskreisen zusammengefasst. Asymmetrischer Föderalismus: Der Grad der Autonomie ist unter den verschiedenen Typen von Föderationssubjekten unterschiedlich stark. |
| Südafrika | 9 Provinzen | Verfassung von 1996 |

In Italien, Spanien und dem Vereinigten Königreich Großbritannien und Nordirland ist die Devolution hin zu den Regionen bzw. Landesteilen so stark ausgeprägt, dass sie ebenfalls eine „Kreuzung aus föderalen und einheitsstaatlichen Elementen“ darstellen. Spanien ist dem kanadischen Politikwissenschaftler Ronald L. Watts zufolge „praktisch ein Bundesstaat“ bzw. – wie Südafrika – eine „Quasi-Föderation“.

### Historisch
| Staat                                                    | Gliedstaaten                             | Bundesunmittelbare Gebiete | Anmerkungen |
| -------------------------------------------------------- | ---------------------------------------- | --- | --- |
| Norddeutscher Bund (1867–1871)                           | 22 Bundesstaaten / Bundesglieder         | | Südteil des Großherzogtums Hessen bundesfreies Gebiet |
| Deutsches Reich (1871–1918)                              | 25 Bundesstaaten (Bundesglieder)         | 1 Reichsland | Kaiserreich |
| Deutsches Reich (1919–1933)                              | 18 Länder, ab 1929 17 Länder             | | Weimarer Republik |
| Deutsche Demokratische Republik (1949–1952)              | 5 Länder (und Ost-Berlin als Hauptstadt) | | Laut dem Verfassungsjuristen Karl Brinkmann war die frühe DDR nur scheinbar ein Bundesstaat: Es „steckte insgesamt hinter der Fassade des Bundesstaates ein Einheitsstaat, überdies als gewaltenvereinigender, zentralistischer. Es bestand keinerlei Föderalismus, doch ein strenger Unitarismus“. Die DDR erfüllte nach Ansicht des Verfassungsrechtlers Siegfried Mampel formal die Merkmale einer föderativen Struktur, bis 1958 habe sie noch ein – für eine mögliche Wiedervereinigung günstiges – „föderatives Gepräge“ gehabt. Nach Ansicht der Historiker Detlef Kotsch und Harald Engler wurde die DDR „zunächst als Bundesstaat definiert und in wichtigen Bereichen auch als Bundesstaat organisiert“, jedoch habe sie „in der Praxis […] nicht einen einzigen Tag als wirklicher Bundesstaat funktioniert“, da die Entscheidungskompetenz zentral bei der Sowjetischen Kontrollkommission lag. Der westdeutsche Politikwissenschaftler Heinz Laufer charakterisierte die frühe DDR als „dezentralisierte[n] Einheitsstaat im Gewande des Bundesstaates“. Auch die Staatsrechtler Theodor Maunz und Reinhold Zippelius stuften sie vor Auflösung der Länderkammer (1958) als „dezentralisierten […] Einheitsstaat“ ein. Obwohl der Ostteil Berlins zur „Hauptstadt der Republik“ oder „Hauptstadt der Deutschen Demokratischen Republik, Berlin“ deklariert worden war, konnte es in die Länderkammer lediglich Beobachter entsenden. Die Vier Mächte hielten bis 1990 am Viermächte-Status für ganz Berlin fest, wonach der sowjetische Sektor von Berlin 1949 „kein integrierter Bestandteil der DDR“ geworden sein konnte. Während die Sowjetunion die stufenweise Integration Ost-Berlins in die DDR stillschweigend hinnahm, erkannten die Westmächte den Hauptstadtcharakter Ost-Berlins nur unter Vorbehalt an. |
| Vereinigte Staaten von Indonesien (1949–1950)            | 16 Teilstaaten                           | Bundeshauptstadt Jakarta | |
| Jugoslawien (1945–1992)                                  | 6 Teilrepubliken                         | | |
| Bundesrepublik Jugoslawien (1992–2003)                   | 2 Teilrepubliken                         | Kosovo unter UN-Verwaltung (seit 1999)                                                                                          | |
| Vereinigte Staaten von Kolumbien (1863–1886)             | 9 Staaten                                | | |
| Konföderierte Staaten von Amerika (1861–1865)            | 13 Staaten                               | 1 Territorium | |
| Demokratische Republik Kongo (1964–1967)                 | 26 Provinzen                             | | zeitweise auch Kongo-Kinshasa genannt |
| Nigeria (1954–1963)                                      | 3 Regionen                               | | bis 1960 als britische Kolonie, anschließend unabhängig |
| Republik Österreich (1918–1934)                          | 9 (Bundes-)Länder                        | | Bundes-Verfassungsgesetz vom 1. Oktober 1920; Gliederung in neun selbständige Länder ab 1. Januar 1922, für die Vorgeschichte siehe Geschichte Österreichs und Deutschösterreich. |
| Bundesstaat Österreich (1934–1938)                       | 8 (Bundes-)Länder                        | Bundeshauptstadt Wien | Austrofaschismus Die Maiverfassung 1934 proklamierte den österreichischen Staat als Bundesstaat. Die Ernennung der Landeshauptmänner durch den Bundespräsidenten und das absolute Vetorecht des Bundeskanzlers bei der Landesgesetzgebung räumten „einer eigenständigen Landespolitik […] nur einen sehr beschränkten Spielraum ein.“ Die Länder waren dem Bund „fast völlig untergeordnet“. |
| Pakistan (1956–1971)                                     | 2 Provinzen                              | Stammesgebiete unter Bundesverwaltung, Federal Capital Territory (Karachi; bis 1958), Hauptstadtterritorium Islamabad (ab 1970) | West- und Ostpakistan; Auflösung infolge des Bangladesch-Kriegs, der zur Unabhängigkeit Bangladeschs führte. |
| Rhodesien (1953–1963)                                    | 3 Teilstaaten                            | | Föderation von Rhodesien und Njassaland innerhalb des britischen Commonwealth |
| Sowjetunion (1922–1991)                                  | 15 Unionsrepubliken                      | | Die Sowjetunion war formal föderal strukturiert (aufgrund einer Vielzahl von Sowjetrepubliken). In Wahrheit wurde sie zentralistisch regiert. Die Stalin-Verfassung, die von 1936 bis 1977 galt, war offen zentralistisch. |
| Syrische Föderation (1922–1924)                          | 3 Staaten                                | | Föderaler Staat unter französischem Mandat Hauptstadt: Aleppo (1922–1923) Damaskus (1923–1924) |
| Transkaukasische Demokratisch-Föderative Republik (1918) | 3 Teilrepubliken                         | | Proklamation der TDFR am 22. April 1918 (hervorgegangen aus dem Transkaukasischen Kommissariat); nach gescheiterten Friedensverhandlungen mit dem Osmanischen Reich erklärte am 26. Mai zunächst Georgien seine Unabhängigkeit, am 28. Mai folgten Armenien und Aserbaidschan. |
| Tschechoslowakei (1968–1992)                             | 2 Republiken                             | | 1968 Bildung der Teilrepubliken Tschechische Sozialistische Republik und Slowakische Sozialistische Republik |
| Westindische Föderation (1958–1962)                      | 12 Provinzen                             | | Aus 10 britischen Kolonien gebildet; zerbrach, bevor sie als Bundesstaat in die vorgesehene Unabhängigkeit entlassen werden konnte. |